# Alice Ducasse
Anne-Elisa Elice Ducasse (Valparaíso, Xile, 1846) fou una cantant xilena d'origen francès.
Debutà el 1867 a París, passant a l'Opéra-Comique el 1872, teatre en el qual treballà per espai de quinze anys, distingint-se pel seu bon gust artístic, unit a una gran habilitat i gràcia com a comedianta. Des de 1885 es dedicà a l'ensenyança del cant.